# Lécousse
Lécousse település Franciaországban, Ille-et-Vilaine megyében. Lakosainak száma 3423 fő (2022. január 1.). Lécousse Saint-Germain-en-Coglès, Fougères, Javené, Laignelet, Parigné, Romagné és Landéan községekkel határos.

## Népesség
A település népességének változása:
| Lakosok száma | 1129 | 2472 | 2827 | 2932 | 3058 | 3178 | 3233 | 3260 | 3279 | 3423 |
|               | 1968 | 1982 | 1990 | 2006 | 2013 | 2015 | 2017 | 2019 | 2020 | 2022 |